# 2046
- Wikisource

| Calendário gregoriano                                                        | 2046 MMXLVI                         |
| Ab urbe condita                                                              | 2799                                |
| Calendário arménio                                                           | 1496 – 1497                         |
| Calendário bahá'í                                                            | 202 – 203                           |
| Calendário budista                                                           | 2590                                |
| Calendário chinês                                                            | 4742 – 4743 Início a 6 de fevereiro |
| Calendário copta                                                             | 1762 – 1763                         |
| Calendário etíope                                                            | 2038 – 2039                         |
| Calendários hindus - Vikram Samvat - Calendário nacional indiano - Cáli Iuga | 2101 – 2102 1967 – 1968 5146 – 5147 |
| Calendário Holoceno                                                          | 12046                               |
| Calendário islâmico                                                          | 1469 – 1470                         |
| Calendário judaico                                                           | 5806 – 5807                         |
| Calendário persa                                                             | 1424 – 1425 Início a 21 de março    |
| Calendário rúnico                                                            | 2296                                |
| Calendário solar tailandês                                                   | 2589                                |

2046 (MMXLVI, na numeração romana) será um ano comum do século XXI que começará numa segunda-feira, segundo o calendário gregoriano. A sua letra dominical será G. A terça-feira de Carnaval ocorrerá a 6 de fevereiro e o domingo de Páscoa a 25 de março. Segundo o horóscopo chinês, será o ano do Tigre, começando a 6 de fevereiro.

| Evento                                                   | Data            | Hora  |
| -------------------------------------------------------- | --------------- | ----- |
| Aquário                                                  | 19 de janeiro   | 22:16 |
| Peixes                                                   | 18 de fevereiro | 12:15 |
| primavera no hemisfério norte e outono no hemisfério sul |                 |       |
| Carneiro/equinócio                                       | 20 de março     | 10:58 |
| Touro                                                    | 19 de abril     | 21:39 |
| Gémeos                                                   | 20 de maio      | 20:28 |
| verão no hemisfério norte e inverno no hemisfério Sul    |                 |       |
| Caranguejo/solstício                                     | 21 de junho     | 04:14 |
| Leão                                                     | 22 de julho     | 15:09 |
| Virgem                                                   | 22 de agosto    | 22:24 |
| Outono no Hemisfério Norte e Primavera no Hemisfério Sul |                 |       |
| Balança/equinócio                                        | 22 de setembro  | 20:22 |
| Escorpião                                                | 23 de outubro   | 06:03 |
| Sagitário                                                | 22 de novembro  | 03:56 |
| inverno no hemisfério norte e verão no hemisfério sul    |                 |       |
| Capricórnio/solstício                                    | 21 de dezembro  | 17:28 |

| UTC: Portugal Continental, Madeira, Guiné-Bissau e São Tomé e Príncipe Subtrair (-): 1 h nos Açores e Cabo Verde 2 h nas Ilhas oceânicas brasileiras 3 h em Brasília, em Goiás, na Amazônia Oriental Brasileira e no nordeste, sudeste e sul brasileiros 4 h na Amazônia Ocidental Brasileira, Mato Grosso e Mato Grosso do Sul 5 h no Acre e sudoeste do Amazonas Adicionar (+): 1 h em Angola e Guiné Equatorial 2 h em Moçambique 8 h em Macau 9 h em Timor-Leste. |
| Adicionar uma hora durante a vigência do horário de verão: Portugal Continental : De 25 de março a 28 de outubro de 2046 |

| Ano completo                         |
| ------------------------------------ |
| Ano comum com início à segunda-feira |

## Eventos esperados e previstos
- Ano do Tigre, segundo o Horóscopo chinês.

### Datas desconhecidas
- Realização dos Jogos Olímpicos de Inverno de 2046.
- Realização da Copa do Mundo FIFA de 2046.

## Epacta e idade da Lua
| Epacta gregoriana | 22 (XXII) |
| Idade da Lua      | Letra A   |